# Недосыпание
Недосыпание или дефицит сна — последствия недостатка сна в течение нескольких дней или недель.

## Физиологические последствия недосыпания
Хроническое недосыпание оказывает значительное влияние на метаболические и эндокринные процессы в человеческом организме.

## Распространенность недосыпания и его последствия для экономики
Здоровым взрослым необходимо спать не менее 7 часов в сутки. Однако более 37 % сотрудников спят меньше нормы, среди сотрудников, работающих в ночную смену, эта цифра достигает 62 %, а у 20 % работающих людей также неудовлетворительное качество сна. В целом, недосыпание наносит серьезный ущерб здоровью, повышая риск развития сердечно-сосудистых заболеваний, диабета второго типа, психических расстройств и т. д.. Особенно страдают люди с плавающим и сменным графиком работы, который приводит к расстройствам сна, нарушению циркадных ритмов и необратимым последствиям для здоровья.
Исследовательским центром RAND ущерб от недосыпания для экономики США оценивается в 411 млрд долларов ежегодно, Японии — в 138 млрд, Германии — более 60 млрд, Великобритании — более 50 млрд ,Канады — около 21 млрд долларов США. В России выплаты страховых компаний связанные с заболеваниями, вызванными недосыпанием, достигают 18 млрд руб. в год.

## Влияние недосыпания на выполнение трудовых функций
Невыспавшиеся люди настаивают на том, что их когнитивные процессы и эмоциональное восприятие не нарушены, когда тесты однозначно доказывают, что это не так. Исследователи из Гарвардского университета подчеркивают, что трудно найти другое состояние, которое бы влияло на производительность более существенно, чем лишение сна. Канадское исследование показало, что производительность труда работников с бессонницей такая, как если бы они вообще отсутствовали на работе 28 дней в году.
При недосыпании сильно страдает внимание, память, когнитивные функции. 76 % невыспавшихся сотрудников испытывают вялость и сонливость на протяжении всего рабочего дня, 41 % сталкивается с ухудшением зрения, 72 % страдают от головной боли, 97 % жалуются на появление симптомов простудных заболеваний, у 18 % возникают учащенные сердцебиения, у 14 % панические атаки. Люди с депривацией сна говорят тише, делают неуместные паузы, их речь становится более невнятной, они чаще неправильно и нечетко произносят слова, повторяются и теряют нить разговора. Кроме того, фиксируются вспышки раздражительности и нетерпеливости, юмор становится более примитивным, люди придают меньше значения социальным конвенциям и прогнозированию последствий своего поведения. Невыспавшиеся руководители всех звеньев сталкиваются с проблемами при анализе данных, склонны чаще ошибаться при принятии стратегических решений и неадекватно оценивают влияние своих решений на других сотрудников, что повышает как ситуативные, так и стратегические риски организации.
Метаанализ десятков научных исследований, в которых в общей сложности принимали участие более 268 тыс. человек, показал, что у сотрудников промышленных, строительных, транспортных предприятий, имеющих проблемы со сном, риск травматизма в 1,62 раза выше, чем у работников хорошо высыпающихся, а около 13 % производственных травм связаны с проблемами сна. С данным негативным фактором связывают более 9,5 % автоаварий. Работа невыспавшихся сотрудников на опасных объектах может приводить к серьезным техногенным катастрофам. 

В России 57 % офисных сотрудников отмечают, что часто борются со сном или даже спят в течение рабочего дня, 36 % дремлют в перерыв, 28 % спят после перерыва, 19 % засыпают к концу рабочего дня, 6 % даже пытались подремать в туалете, а 1,5 % не могли побороть сон во время совещаний. За возможность подремать полчаса днем 43 % респондентов готовы пожертвовать обеденным временем, 14 % согласились бы увеличить свой рабочий день на те же 30 минут, 10 % готовы отказаться от перекуров, а 3 % согласны на уменьшение зарплаты.
По данным французских исследователей, работники с нарушениями сна пропускали работу в два раза чаще, чем высыпавшиеся. Наиболее негативно отсутствие нормального сна сказывалось на «синих воротничках»: они чаще других категорий работников сообщали о плохом самочувствии, меньшей удовлетворенности работой, низкой эффективности по сравнению со своими коллегами, которые регулярно хорошо высыпались. Задачи менеджмента сна — не игнорировать данную проблему, а работать с ней. Так, данные финского исследования доказывают, что люди, которые спят 7-8 часов, реже пропускают работу из-за болезни. Ученые провели опрос среди взрослых финнов, а затем изучили их данные в базе социального страхования и выяснили, что мужчины, которые спят менее 5 часов в сутки, пропустили 14,83 дня за год из-за болезней, а женщины — 13,09 дня, тогда как сотрудники с оптимальной продолжительностью сна пропускали работу ввиду болезни по 5,93 и 7,64 дня соответственно. Если бы нарушения сна были устранены, выплаты по больничным сократились бы на 28 %.